# الشماذية (وشحة)

تعديل مصدري - تعديل

الشماذية هي إحدى قرى عزلة بني هني بمديرية وشحة التابعة لمحافظة حجة، بلغ تعداد سكانها 366 نسمة حسب تعداد اليمن لعام 2004.